# Orcasitas

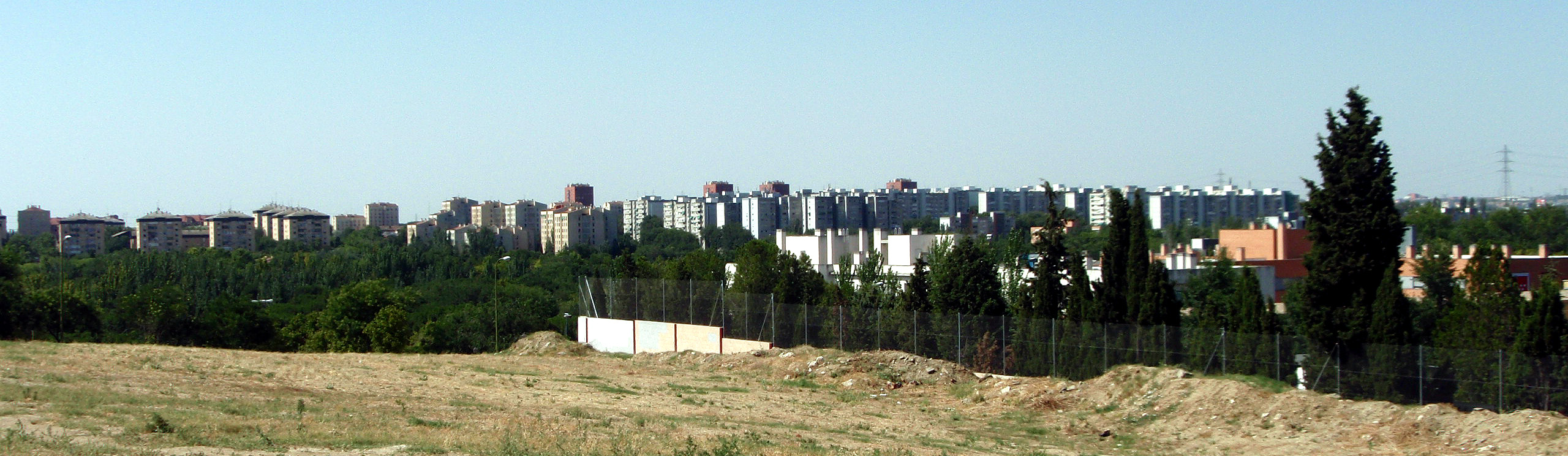
Orcasitas vist des del límit nord del parc de Pradolongo al districte d'Usera.

Orcasitas és un barri del districte d'Usera, a Madrid. Té una superfície de 135,60 hectàrees i una població de 22.401 habitants (2009).

## Situació
Limita al nord amb Zofío i Pradolongo, a l'est amb Orcasur, a l'oest amb Buenavista (Carabanchel) i al sud amb San Andrés (antigament Villaverde Alto, Villaverde).

## Història
L'origen del barri es troba en assentaments de fluxos d'immigració procedents fonamentalment de La Manxa, Andalusia i Extremadura que van arribar a Madrid a la fi dels cinquanta i començaments dels seixanta del segle xx. A causa que encara la capital no era capaç d'absorbir la gran quantitat de persones que s'incorporaven a la seva població, l'absència d'habitatge va constituir un greu problema per a les institucions de l'època. Aquesta manca va generar l'auge de l'autoconstrucció en la forma de barraquisme, amb tipologies tosques de caràcter rural.
A mitjan anys seixanta, germina al barri un moviment social que en els setanta es concreta entorn de l'Associació de Veïns d'Orcasitas, que actua com a veu veïnal que gradualment adquireix gran ascendent entre els veïns del barri. És un moment clau, ja que s'albira el final de la dictadura franquista i els veïns d'Orcasitas constituïts en Associació -donades les múltiples mancances del barri- reivindiquen millores en les condicions de vida i avanços en el procés democràtic.
Els veïns de *Orcasitas van aconseguir una important victòria contra l'especulació immobiliària construint el primer barri participatiu de Madrid. El procés de construcció del barri va ser tan participat que els veïns van decidir en Assemblees fins al color dels maons de les seves futures cases. Gràcies a la seva lluita, els veïns d'Orcasitas van aconseguir un barri molt ben dotat, amb grans avingudes, nombrosos jardins, espais per participar i un urbanisme saludable. Va ser una experiència que va posar de manifest la importància de la participació veïnal per aconseguir frenar l'especulació i fer barris habitables
Durant els anys vuitanta es culmina el Programa de Remodelació dels Barris, convertint-se Orcasitas en un model de transformació de l'espai urbà expressió de les demandes ciutadanes. La crisi industrial, no obstant això, afectarà fortament a la seva població, especialment als joves, que registren les més elevades taxes d'atur de la regió madrilenya. La crisi també es va manifestar en l'enorme impacte de l'heroïna, que va acabar desarticulant a tota una generació de joves. Es produeix un declivi de la cultura obrera de barri.
En els anys 1990 Orcasitas comença a sortir de la crisi de valors. Alguns joves de la generació dels noranta comencen a involucrar-se amb el barri. Això donarà els seus fruits amb el nou mil·lenni. Així l'any 2004 es duu a terme el projecte Activa Orcasitas, que va donar lloc al primer Pacte Ciutadà assolit amb èxit a la ciutat de Madrid. Milers de veïns participen en un pla que ha marcat una nova fita en la Participació Ciutadana madrilenya.
Orcasitas ha estat declarada com a Bona Pràctica Mundial en Participació Ciutadana per les Nacions Unides. (Premis Dubai 2008).